# 붉은엉덩이다람쥐
붉은엉덩이다람쥐(Dremomys pyrrhomerus)는 다람쥐과에 속하는 설치류의 일종이다. 중국과 베트남에서 발견된다.

## 아종
2종의 아종이 알려져 있다.
- D. p. pyrrhomerus
- D. p. riudonensis